# Peter Kremtz
Peter Kremtz (* 26. April 1940 in Meißen, Sachsen; † 23. Februar 2014) war ein Ruderer aus der Deutschen Demokratischen Republik. 1968 gewann er bei den Olympischen Spielen die Silbermedaille im Vierer mit Steuermann.
Kremtz begann 1956 bei der BSG Einheit Meißen mit dem Rudersport. Von 1958 bis 1960 gehörte er dem ASK Vorwärts Rostock an. 1961 wechselte er für sein Elektromaschinenbau-Studium nach Dresden und schloss sich dem SC Einheit Dresden an, dort trainierte er unter Hans Eckstein. Bereits 1960 hatte er mit dem Rostocker Achter den zweiten Platz bei den DDR-Meisterschaften belegt. Diese Platzierung wiederholte er 1962 mit dem Dresdner Achter. Seinen ersten DDR-Meistertitel gewann Kremtz 1964 zusammen mit Roland Göhler im Zweier ohne Steuermann. 1966 siegten Göhler und Kremtz bei den Ruder-Weltmeisterschaften in Bled.
1968 gewann Kremtz die DDR-Meistertitel im Vierer mit Steuermann und im Achter. Im Achter saßen Frank Forberger, Dieter Grahn, Peter Kremtz, Frank Rühle, Klaus Jacob, Manfred Gelpke, Dieter Schubert, Roland Göhler und Steuermann Dieter Semetzky. Aus diesem Boot bildete Hans Eckstein für die Olympischen Spiele 1968 einen Vierer ohne Steuermann aus Forberger, Grahn, Schubert und Rühle und einen Vierer mit Steuermann aus Jacob, Gelpke, Kremtz, Göhler und Semetzky. Auf der Regattastrecke von Xochimilco gewann der Vierer ohne Gold, der Vierer mit holte Silber hinter den Neuseeländern. Für den Gewinn der Silbermedaille wurde Kremtz mit dem Vaterländischen Verdienstorden in Bronze ausgezeichnet.
Kremtz heiratete 1967 die Ruder-Europameisterin Ingelore Bahls. Als Diplom-Ingenieur war er später beim Zentralen Forschungsinstitut des Verkehrswesens für die Deutsche Reichsbahn tätig.